# Kolárovo
Kolárovo és una ciutat d'Eslovàquia. Es troba a la regió de Nitra. Compta amb una població de 10.516 habitants (2022).

## Història
La ciutat de Kolárovo es troba a la confluència entre els rius Váh i Danubi. La vila és mencionada per primer cop el 1268 i al llarg de la seva existència ha canviat de nom en diverses ocasions: Stará Gúta, Veľká Gúta i Malá Gúta. Al passat hi hagué un castell, el Žabí hrad (Castell de la Granota), que segons algunes fonts també es deia Békevár (Castell de la Pau), construït per ordre de la reina Marry l'any 1349. Des del 1551 la vila es desenvolupà gràcies al dret de mercat i a les fortificacions que s'hi construïren.

## Demografia
| Godina             | 1994   | 2004   | 2014   | 2024   |
| ------------------ | ------ | ------ | ------ | ------ |
| Nombre de persones | 11.028 | 10.756 | 10.632 | 10.404 |
| Diferència         |        | −2,46% | −1,15% | −2,14% |

| Godina             | 2023   | 2024   |
| ------------------ | ------ | ------ |
| Nombre de persones | 10.428 | 10.404 |
| Diferència         |        | −0,23% |

## Barris
La ciutat té sis barris:
- Částa
- Kolárovo
- Kráľka
- Pačérok
- Veľká Gúta
- Veľký Ostrov

## Demografia
Segons el cens del 2001, la majoria dels habitants de la ciutat eren hongaresos (80,8%):
- eslovacs: 1.890 (17,5 5)
- hongaresos: 8.742 (80,8%)
- romanesos: 71 (0,7%)
- txecs: 55 (0,5%)
- ucraïnesos: 3
- altres: 62 (0,6%)

## Viles agermanades
- Kisbér, Hongria
- Medgyesegyháza, Hongria
- Mezőberény, Hongria

## Galeria d'imatges

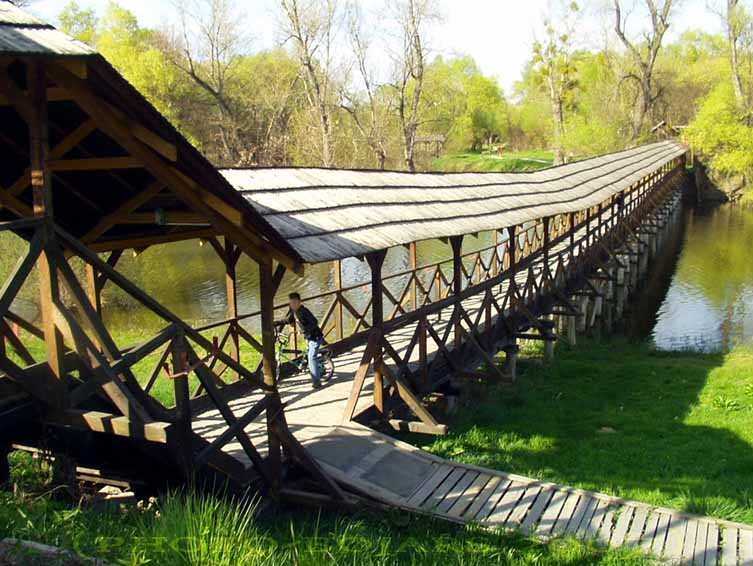
Pont de fusta
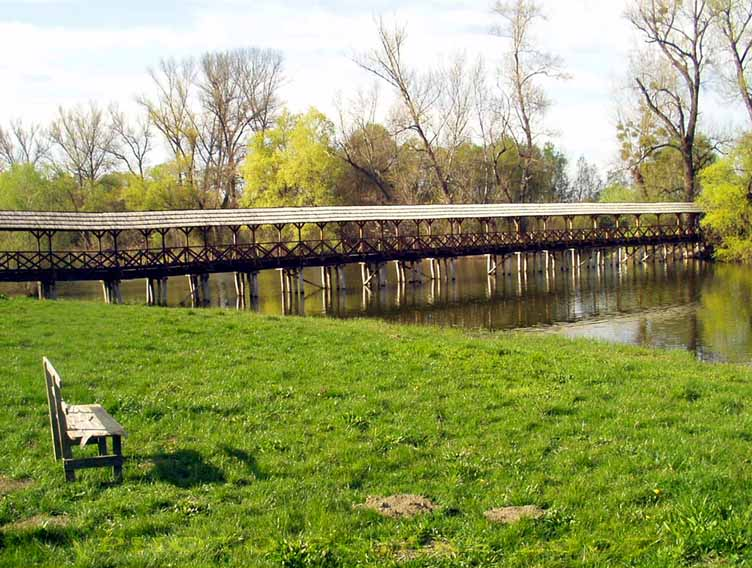
Pont de fusta
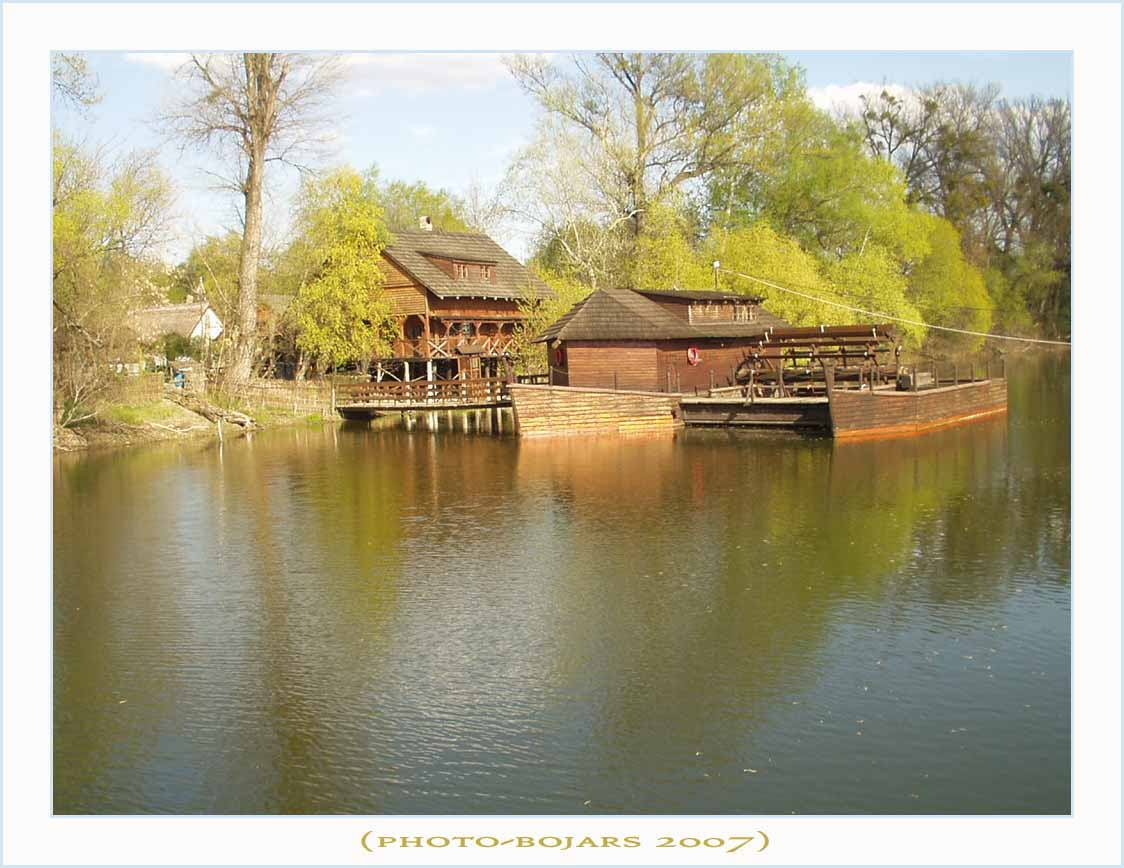
Molí de fusta